# Зміїна шкіра
Зміїною шкірою називають шкіру живої змії (шкіру, скинуту змією під час линяння), так і шкуру мертвої змії. Зміїна шкіра та луска можуть мати різноманітні візерунки та забарвлення, чим забезпечує захист від хижаків шляхом маскування. Кольори та райдужні переливи цих лусочок значною мірою визначаються типами та кількістю хроматофорів, розташованих у дермі шкіри змії. Шкіра та луска змії також є важливою особливістю їхнього пересування, забезпечуючи захист і мінімізуючи тертя під час ковзання по різних поверхнях.    

## Шкіра живої змії
У живої змії її шкіра часто зазнає різних видів тертя. Щоб протистояти шорстким поверхням змії розвинули спеціалізовані та багатошарові організаційні структури епідермісу, які забезпечують безпечне та ефективне ковзання під час руху по різноманітним нерівним поверхням. 

### Вигляд

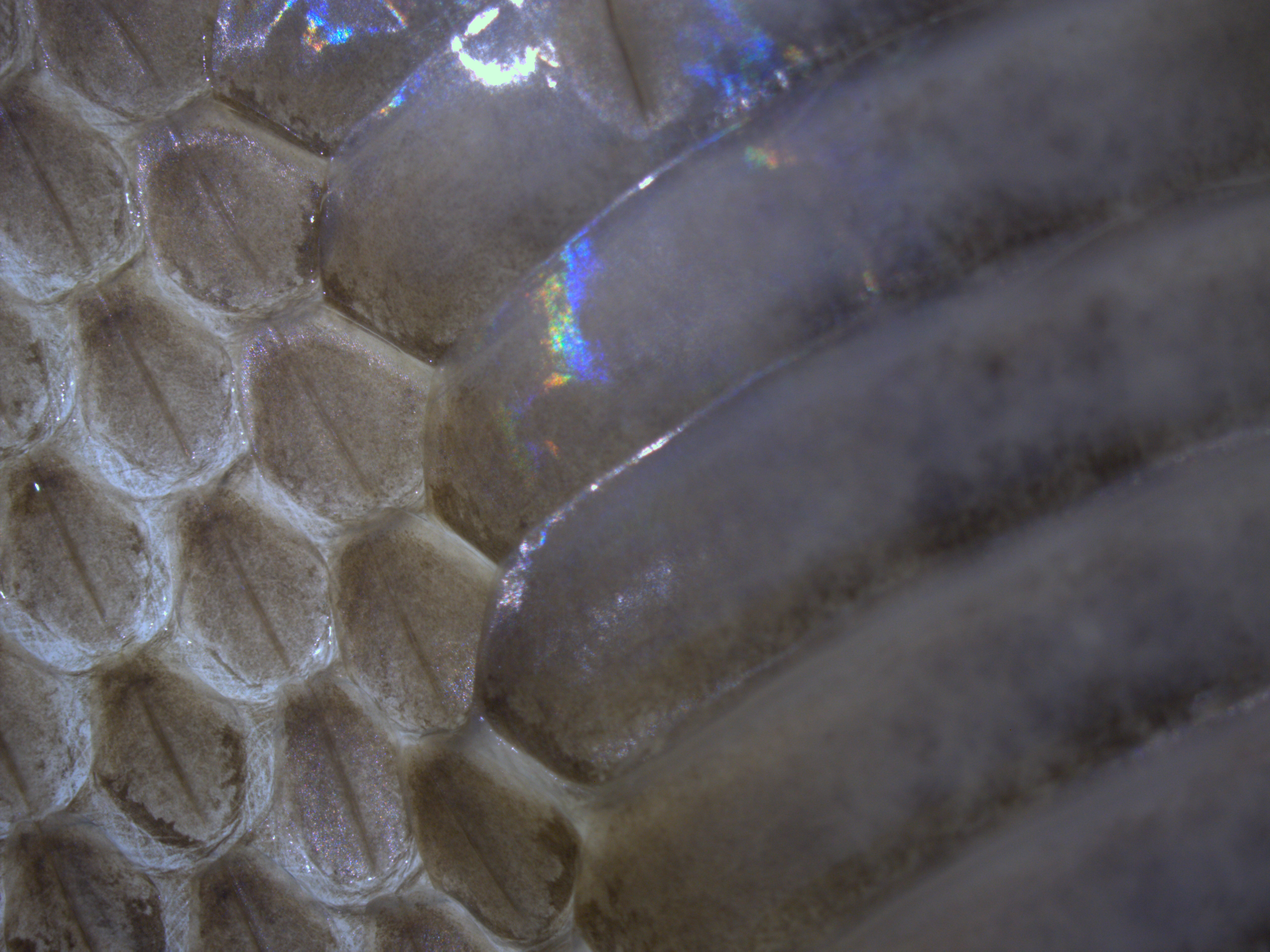
Великі лусочки з правого боку зображення покривають черевну (нижню) сторону змії. А менша луска покриває решту тіла змії. Зверніть увагу на те, як лусочки накладаються одна на одну.

#### Формування візерунка
Змії можуть мати вишукані візерунки. Вони можуть бути смугастими, полосатими, однотонними, зеленими, синіми, жовтими, червоними, чорними, помаранчевими, коричневими, плямистими або мати власний унікальний візерунок. Ці колірні схеми можуть виконувати багато різноманітних функцій, таких як камуфляж, поглинання або відбиття тепла, або можуть виконувати інші, менш зрозумілі на перший погляд, ролі. Клітини меланіну в шкірі часто накладаються одна на одну і утворюють складні візерунки, які легко впізнавати. Іноді м'які покриви змій забарвлені інакше, ніж їх тверда луска. Це часто використовується як метод відлякування хижаків.

#### Колір і переливи

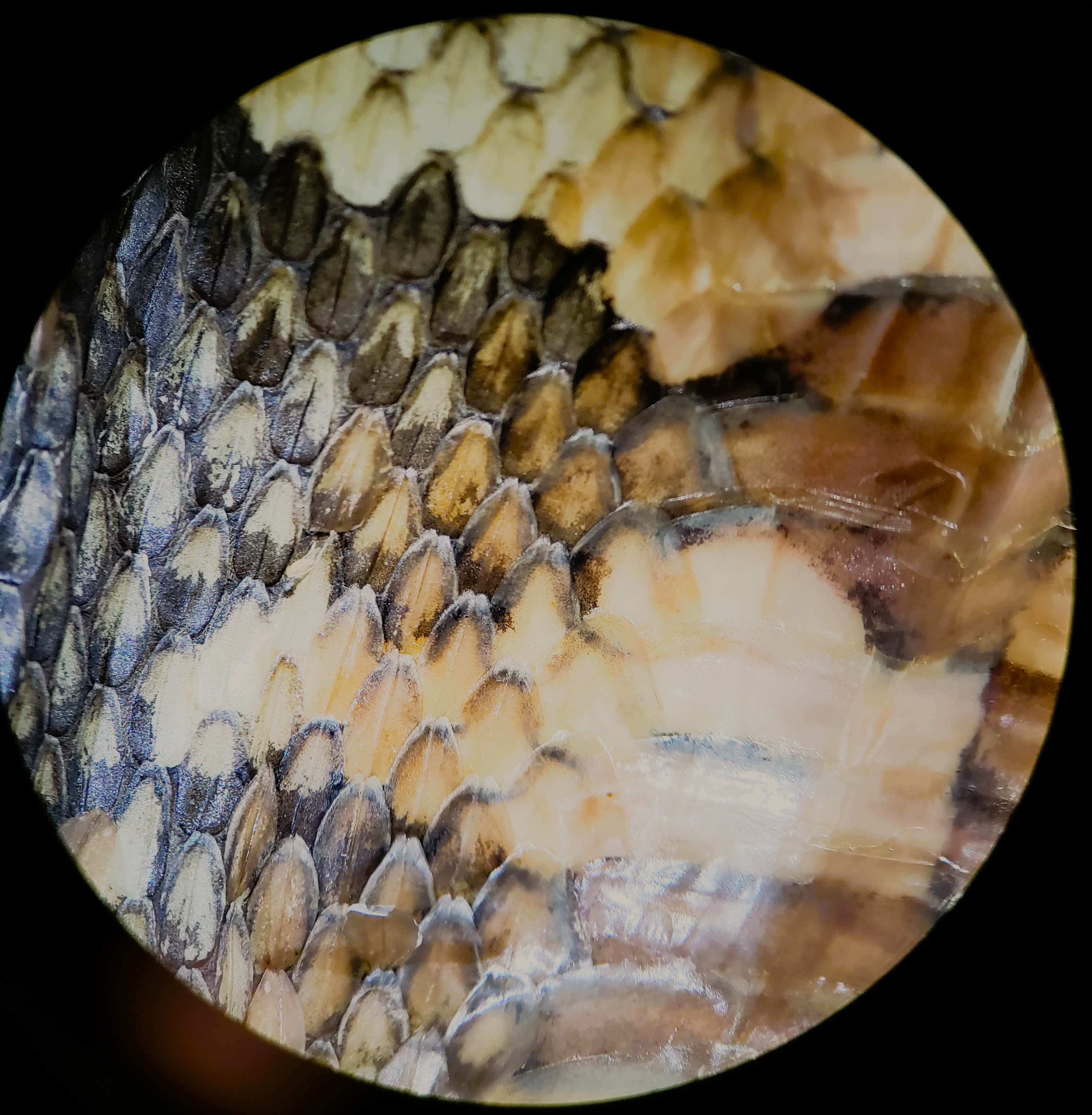
Варіація кольорів луски, викликана різними хроматофорами, розташованими на дорсальній (верхній) поверхні підв’язкової змії.

Забарвлення змій значною мірою зумовлена пігментними клітинами та їх розподілом. Деякі луски мають центри слабко забарвленого кольору, що виникають у регіонах із зменшеною кутикулою. Тонший шар кутикули вказує на наявність якогось органу чуття.Лусочки загалом є численними та покривають епідерміс, маючи різноманітні форми та кольори. Вони допомагають ідентифікувати види змій. Хроматофори в дермі дають забарвлення, коли світло проходить через роговий шар епідермісу. Існує багато видів хроматофорів. Меланофори дають коричневу пігментацію, а в парі з гуанофорами — сіру. За участю гуанофорів та ліпофорів виникає жовтий колір. Додавання гуанофорів і алофорів до меланофорів призводить до утворення червоного пігменту.  Каротиноїди також допомагають утворювати оранжевий і червоний кольори.  Темні змії (темно-коричневого або чорного кольору) виглядають так через активні меланоцити в епідермісі. При відсутності меланіну утворюються альбіноси. У змій відсутні сині та зелені пігменти, натомість вони виникають завдяки гуанофорам, які також називаються іридоцитами. Іридоцити знаходяться в дермі і відповідають за райдужний вигляд багатьох темношкірих змій. Самці та самки можуть мати різне забарвлення, так само як і дитинчата та дорослі особини одного виду.

### Структури та функції

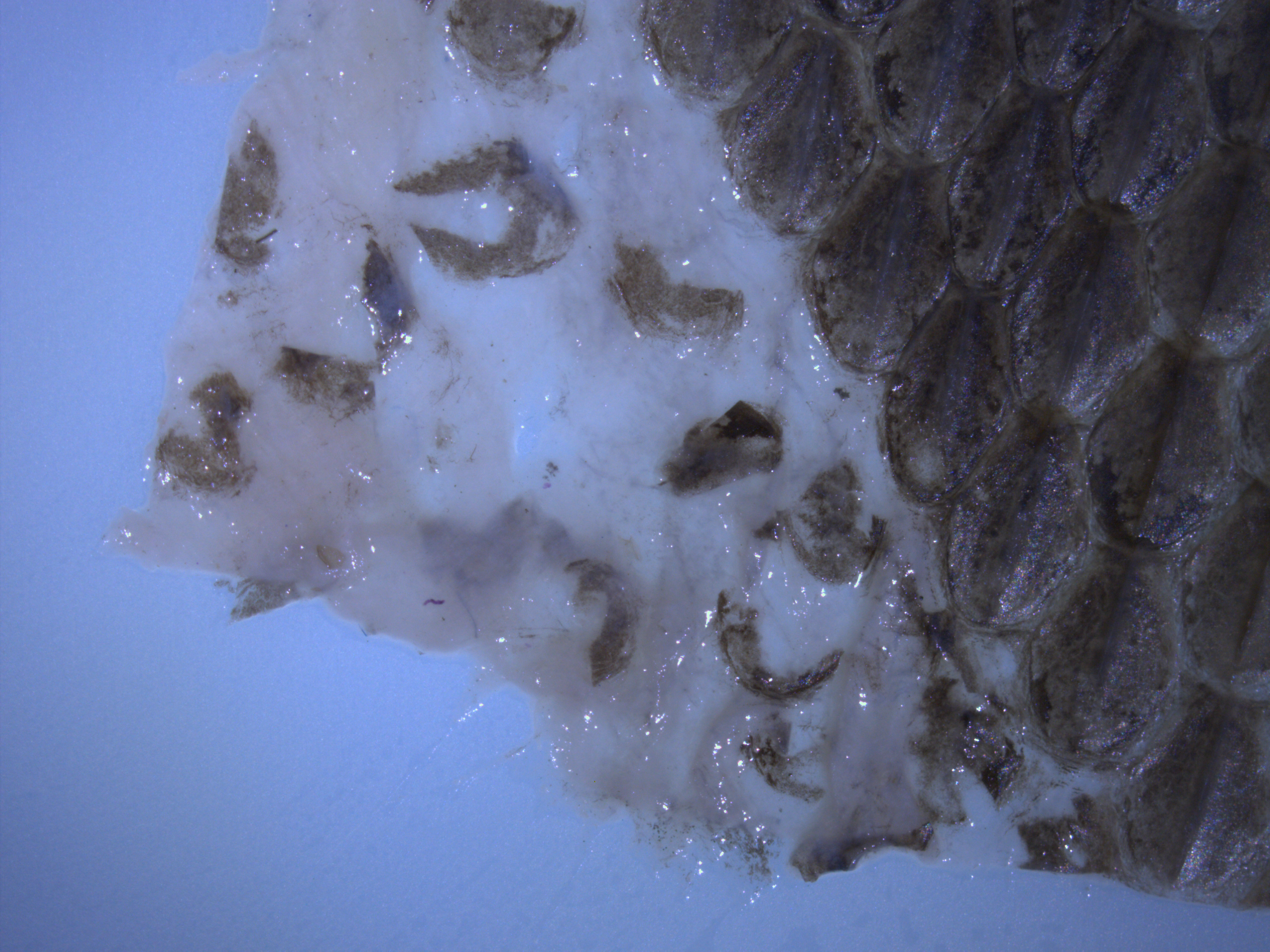
Розкритий покрив підв’язкової змії після видалення луски, що покриває її.

Зміїна шкіра, або покрив, - це більше, ніж просто візерунки та луска. Лусочки та візерунки - це особливості зміїної шкіри, які є унікальними для кожного виду, а сама луска допомагає у пересуванні, створюючи буфер тертя між змією та землею. 

#### Структура
Плазуни, в тому числі змії, мають обширну кератинізацію епідермісу у вигляді епідермальних лусок . Епідерміс змії складається з чотирьох шарів. Зовнішній шар шкіри змії періодично скидається, тому є тимчасовим шаром, який високо кератинізований. Під зовнішнім шаром розташовується роговий шар, який є щільним і гнучким. Під роговим шаром знаходиться проміжна зона і базальний шар відповідно. Дерма змії знаходиться під епідермісом. Дерма у змій зазвичай має  волокнисту структуру за своєю природою і не дуже помітна. У дермі містяться пігментні клітини, нерви та колагенові волокна. Нервові волокна простягаються в епідерміс змії і закріплюються біля луски, зазвичай в області головної частини змії.  Гіподерма знаходиться під дермою, і цей шар в основному служить для зберігання жиру.

#### Зменшення тертя та захист
Шкіра змії є захисним шаром. Вона допомагає запобігати травмам, утримує вологу та допомагає зміям мінімізувати тертя. Зміїна шкіра складається з м’якого, гнучкого внутрішнього шару (альфа-шар), а також твердого, негнучкого зовнішнього шару (бета-шар).  Оскільки у змій відсутні кінцівки, їх тіла постійно знаходяться в контакті з поверхнею, що призводить до значної кількості тертя. Внаслідок цього їм потрібно як зменшувати тертя для руху вперед, так і створювати своє власне тертя, щоб створити достатню для руху силу тяги. Орієнтація лусок та шкіри допомагає досягти цього, оскільки дослідження показали, що наноструктури на їхніх лусках можуть відігравати певну роль у цьому процесі. Зокрема, внутрішній альфа-шар містить альфа-кератини, які служать цитоскелетальними білками для механічного опору розтягуванню. Крім того, щоб зменшити тертя, деякі змії полірують свою луску. Вони виділяють маслянисту речовину з носового отвору, а потім розтирають її по всій лусці. Це робиться через різні проміжки часу в залежності від виду змії, іноді часто, іноді тільки після линяння. Вважається, що полірування луски використовується як метод гідроізоляції, а також може відігравати певну роль у передачі хімічних повідомлень або зменшенні тертя. Лусочки та зміїна шкіра забезпечують захист у вигляді кератину. Було виявлено, що бета-кератини сприяють утворенню лусочок, оскільки білки кератину утворюють попередній роговий шар щільно упакованих епідермальних лусочок, створюючи товстий роговий захисний шар. 

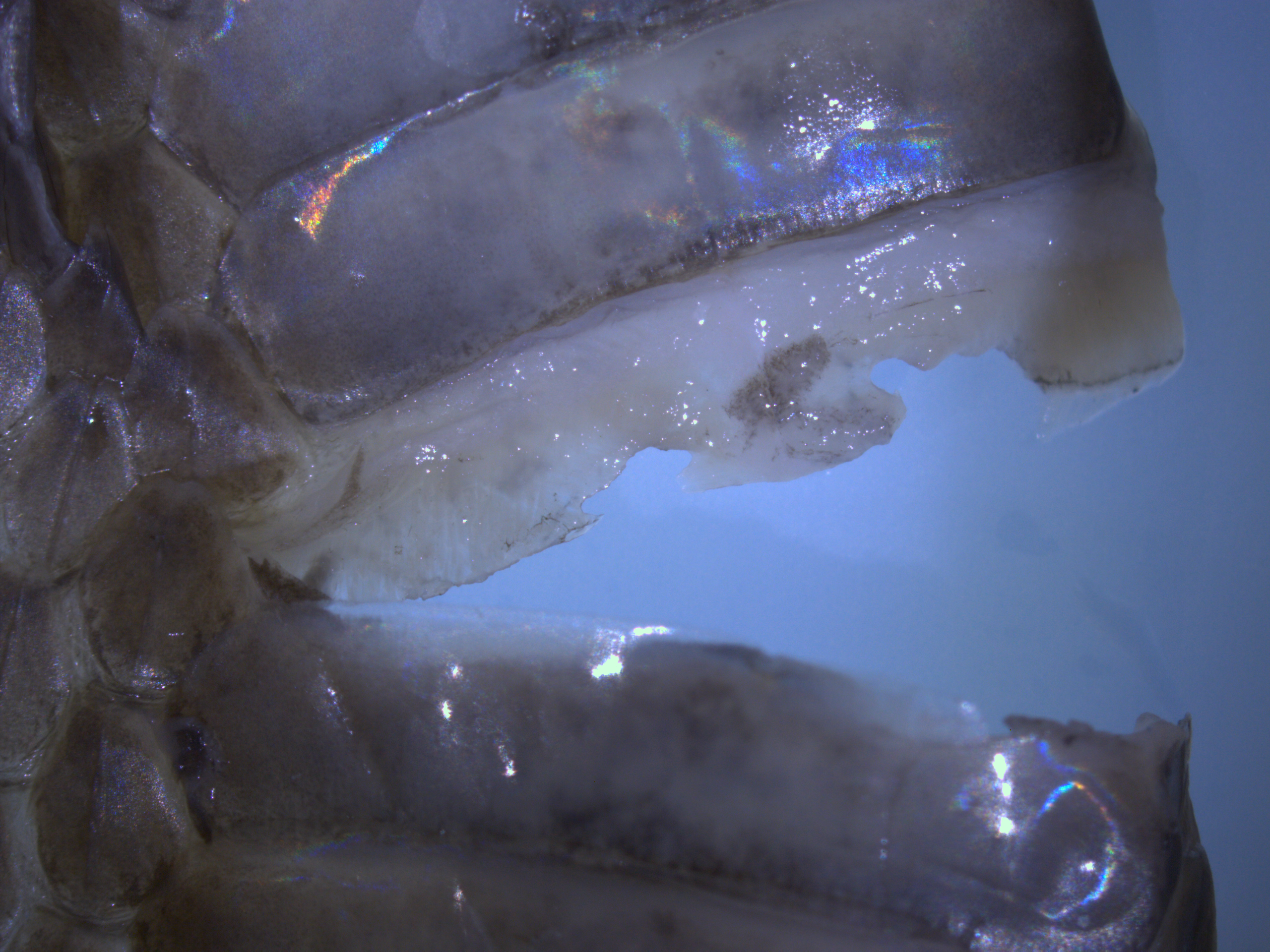
Розкритий покрив з нижньої сторони підв'язкової змії.

#### Водопроникність
Водопроникність шкіри змій може змінюватися залежно від сезону, що допомагає їм боротися з проблемою пересихання. Відомо, що пустельні змії мають, як правило, непроникну шкіру, а водні змії мають більш проникну шкіру, яка іноді може затримувати воду, щоб запобігти висиханню. Деякі змії можуть змінювати своє середовище проживання протягом року і ,відповідно, можуть змінювати проникність своєї шкіри. Наприклад, водні змії можуть почати утримувати більше води, якщо їх середовище стає схильним до висихання.

#### Рухливість та гнучкість
Шкіра, що знаходиться під лусками змії, відповідає за її гнучкість. Проміжки між зміїними лусочками складаються з м'якої покривної тканини, яка називається альфа-шаром, що складається з альфа-кератину, який і забезпечує гнучкість та рухливість.   Рухливість змії залежить від контакту її шкіри з поверхнею тертя, трибологічна поведінка зміїної шкіри дозволяє швидко і точно змінювати напрямок руху. Для забезпечення плавного ковзання зміїна шкіра складається з пов’язаних між собою поздовжніх виступів. Також зміїна шкіра містить високоорганізовані "мікро-волоски" вздовж черевної (нижньої) поверхні, орієнтовані в каудальному (до спини) напрямку. З цими особливостями змія може ефективно ковзати вперед по поверхнях з низьким коефіцієнтом тертя та створювати значне тертя, коли їй потрібно відступити назад.

### Філогенез
Змії належать до групи плазунів під назвою Лепідозаври, які є плазунами з перекриваючими лусками. Крім того, вони об’єднані в групу Лускатих, до якої входять усі змії та ящірки, а також усі види Лепідозаврів, окрім двох, що належать до Дзьобоголових (гатерії). Види, що належать до обох цих підгруп, також мають схожі зі зміями особливості шкіри, із  власними унікальними адаптаціями та особливостями, відповідно.

## Скидання шкіри

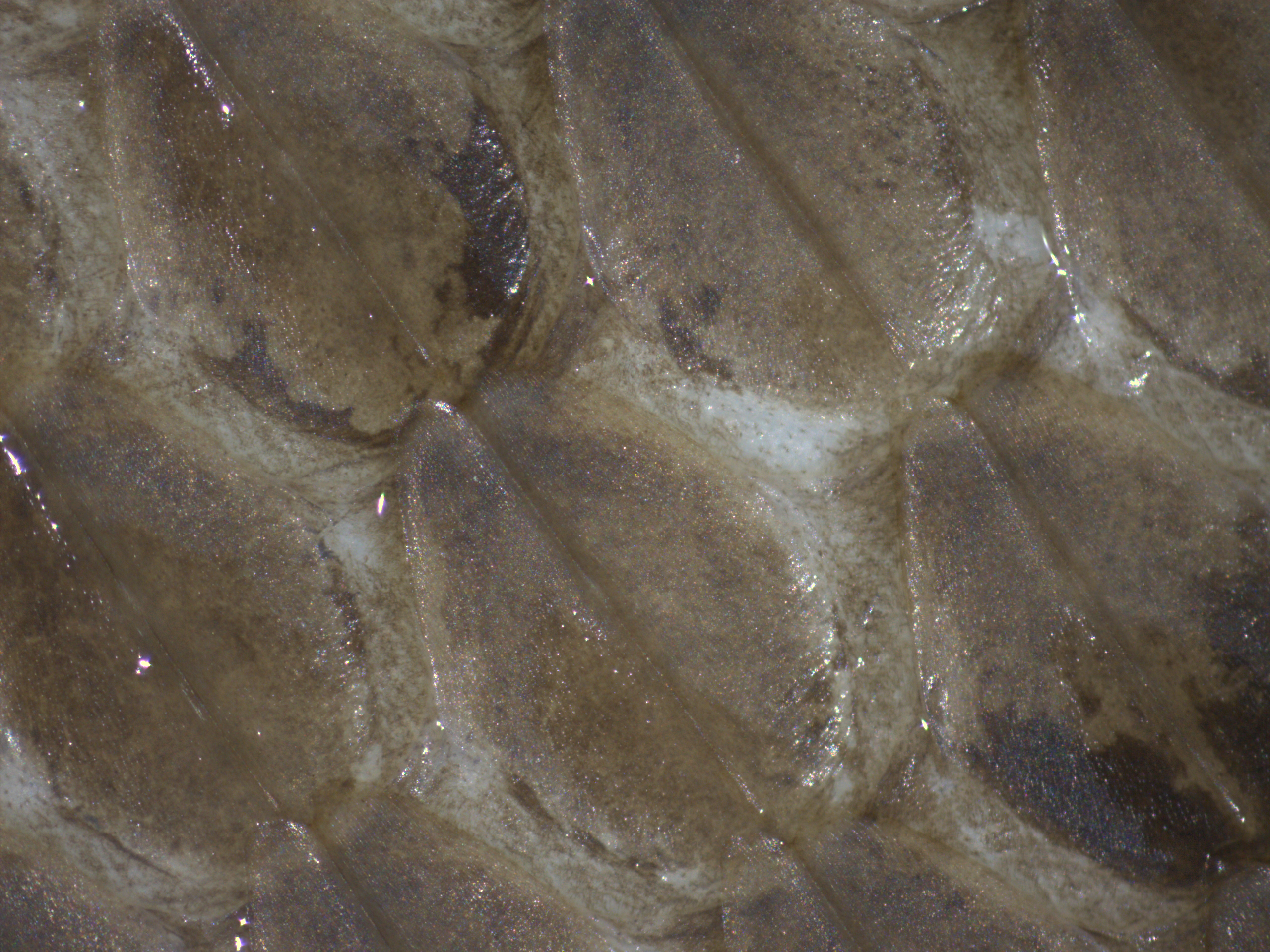
Луска підв'язної змії зблизька. Зверніть увагу на наявність м’якого покриву, або шкіри, між лусочками і на те, як вони перекриваються.

Линяння шкіри у змій відбувається регулярно. Линька є поширеним явищем, в результаті якого втрачається весь зовнішній шар епідермісу. Змії труться  об різні шорсткі поверхні, щоб скинути свою шкіру. Скинута шкіра є набагато довшою за змію, яка її скинула, оскільки шкіра покриває як верхню так і нижню частину кожної луски. Поки змія скидає шкіру над оком, око може стати мутним. Це погіршує зір змії та може призводити до агресивної поведінки. 

## Шкіра

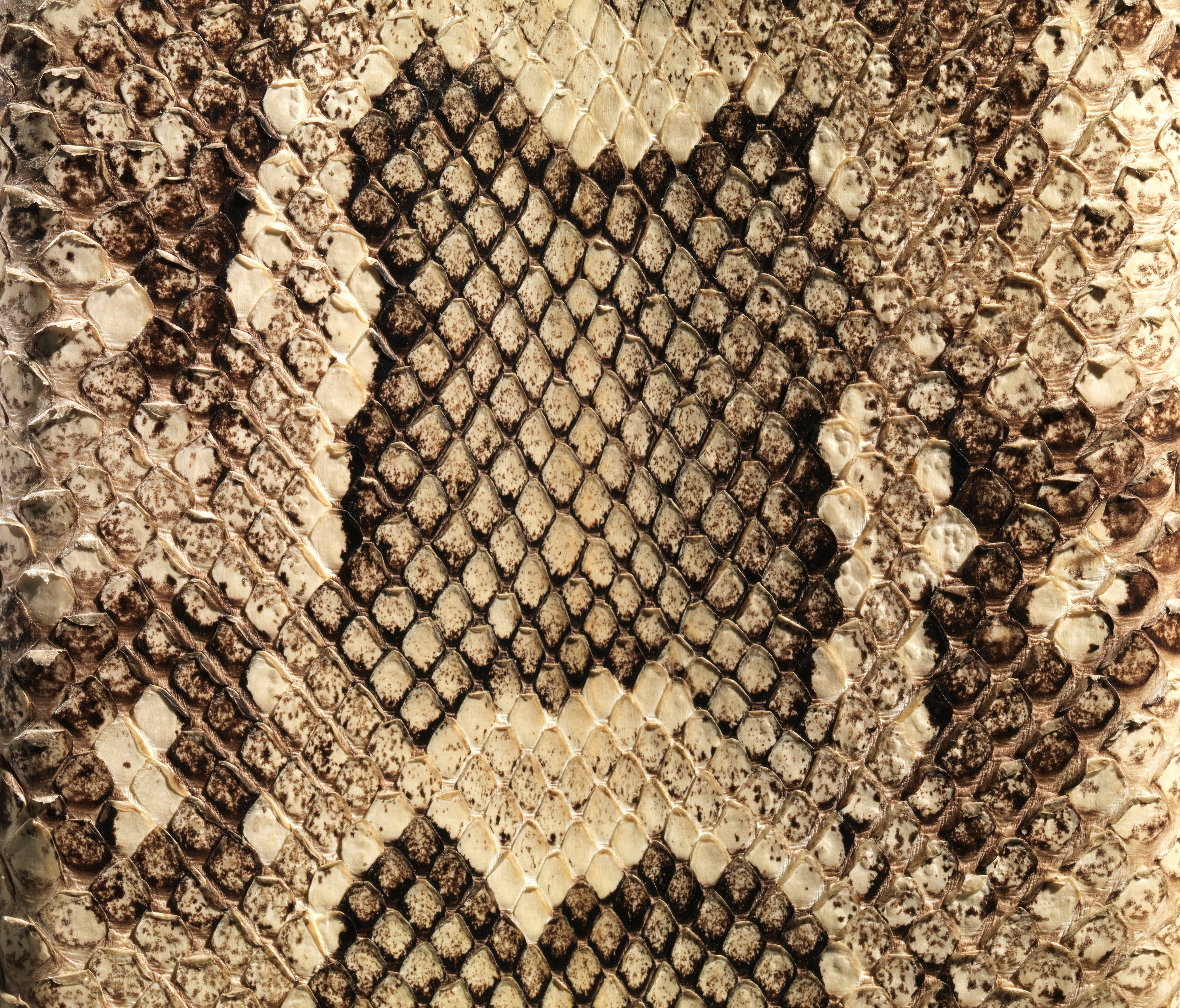
Великим планом візерунчаста бежево-коричнева зміїна шкіра, використана для виготовлення портсигара

Зміїна шкіра може використовуватися для виготовлення одягу, наприклад жилетів, ременів, взуття, або модних аксесуарів, таких як сумочки та гаманці, а також використовується для покриття деки деяких струнних музичних інструментів, таких як банху, саньсянь або сансін.
Шкіра змії вважається екзотичним матеріалом поряд із шкірою алігатора, крокодила, ящірки, страуса, ему, верблюда, та інших. Разом з шкірою крокодила та ящірки вона належить до категорії шкір рептилій, які характерні своєрідним лускатим виглядом.

Вироби зі зміїної шкіри
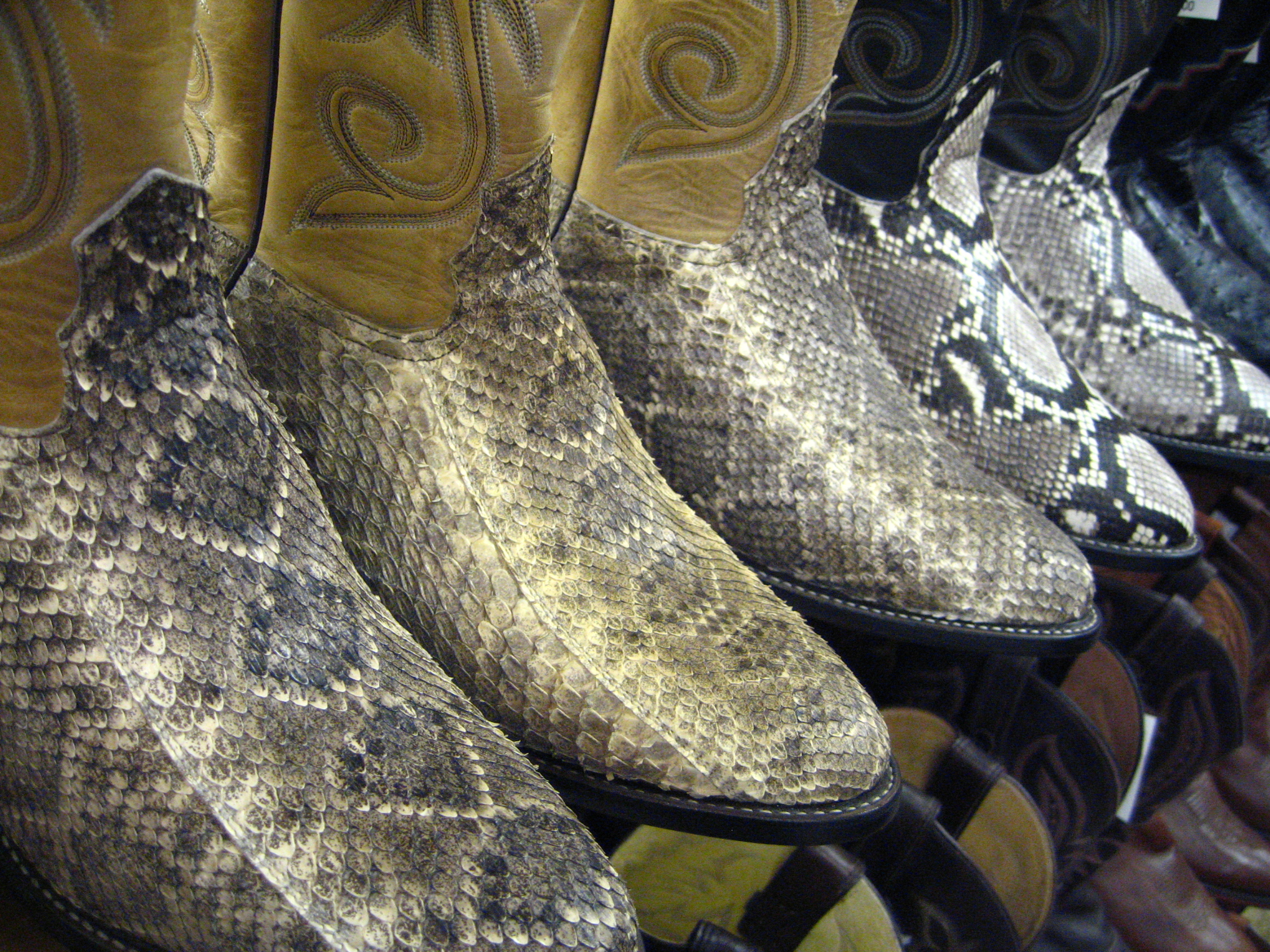
Черевики зі зміїної шкіри в Аризоні
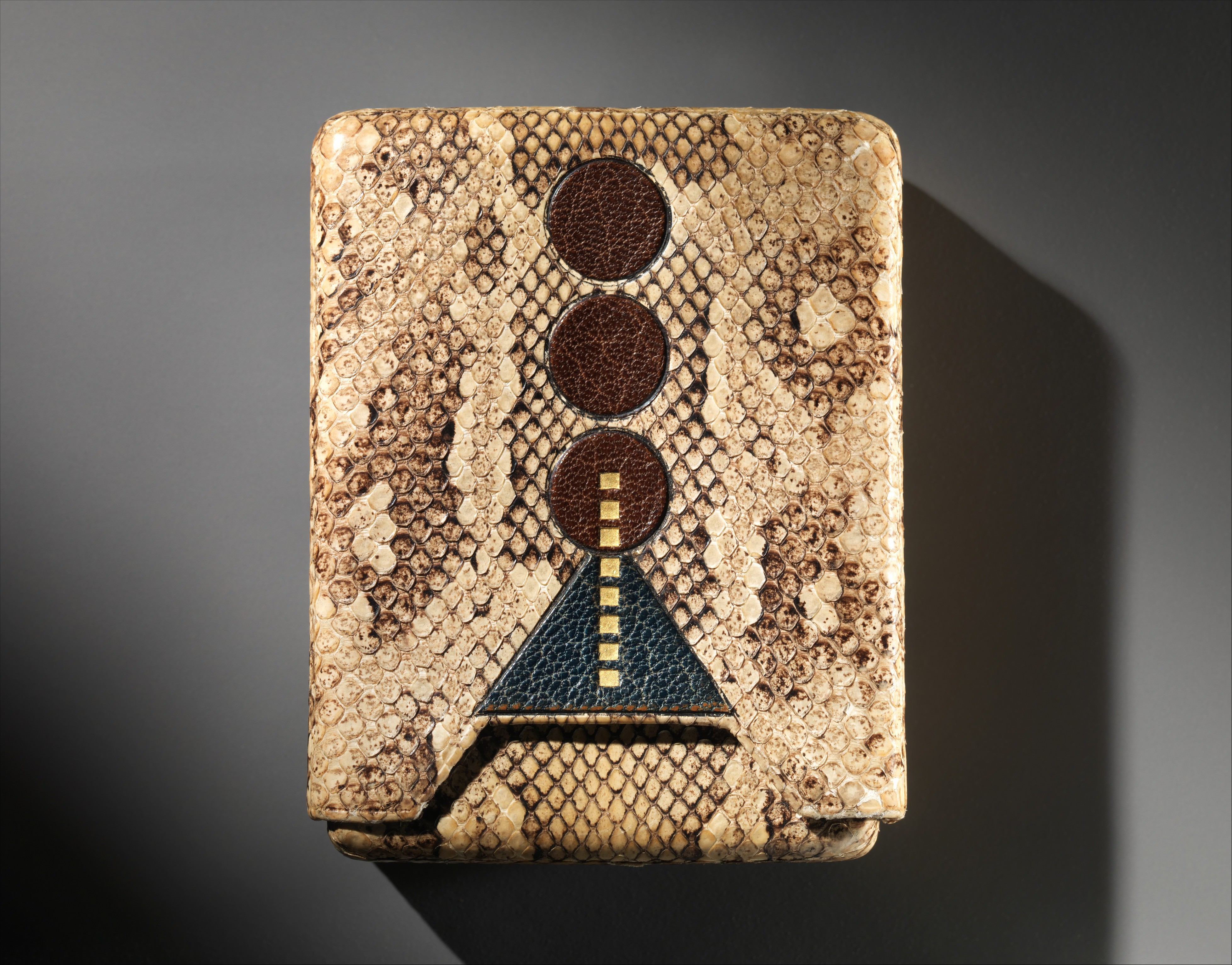
Портсигар зі зміїної шкіри в стилі ар-деко
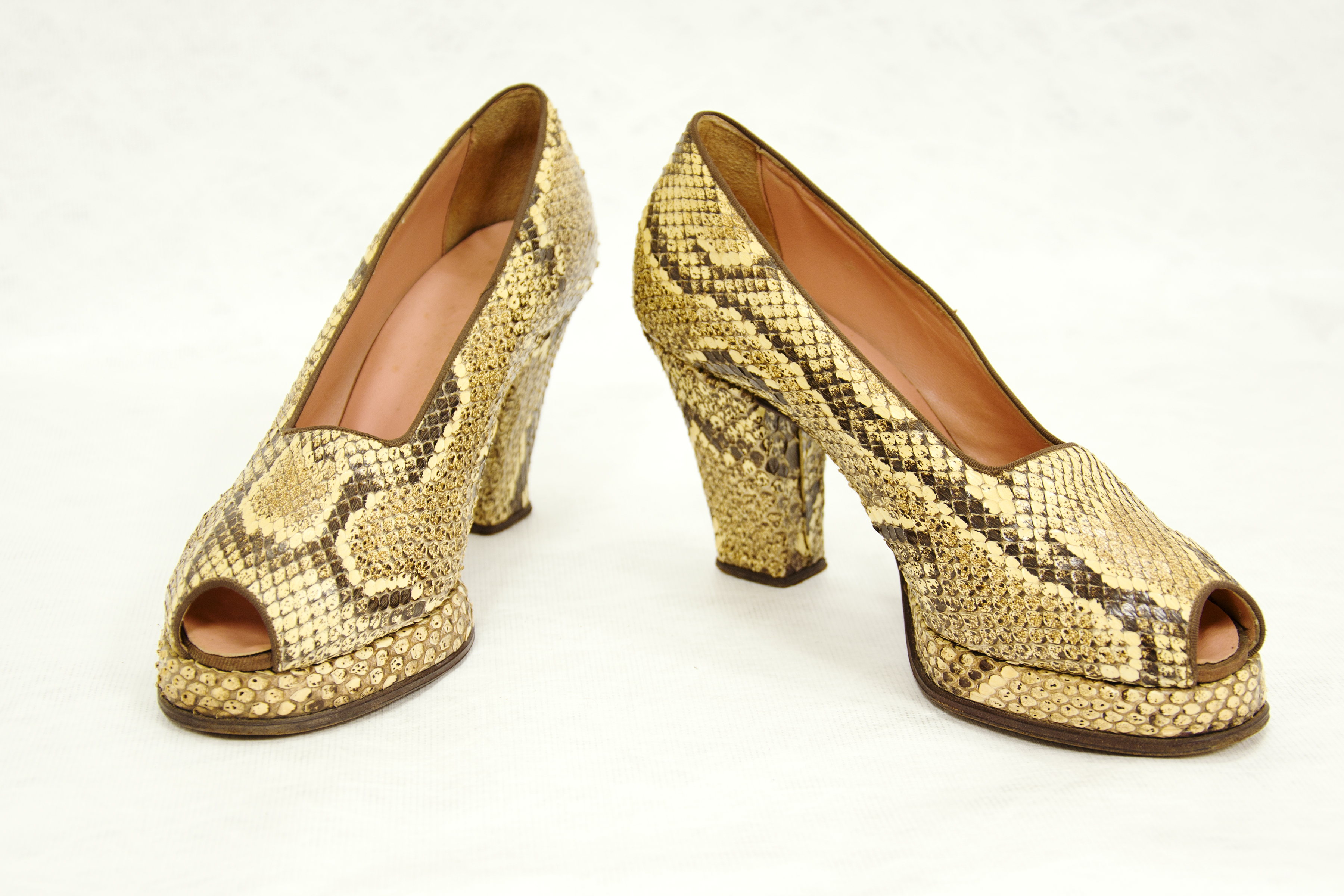
Пара жіночих туфель на високих підборах, 1930-ті роки
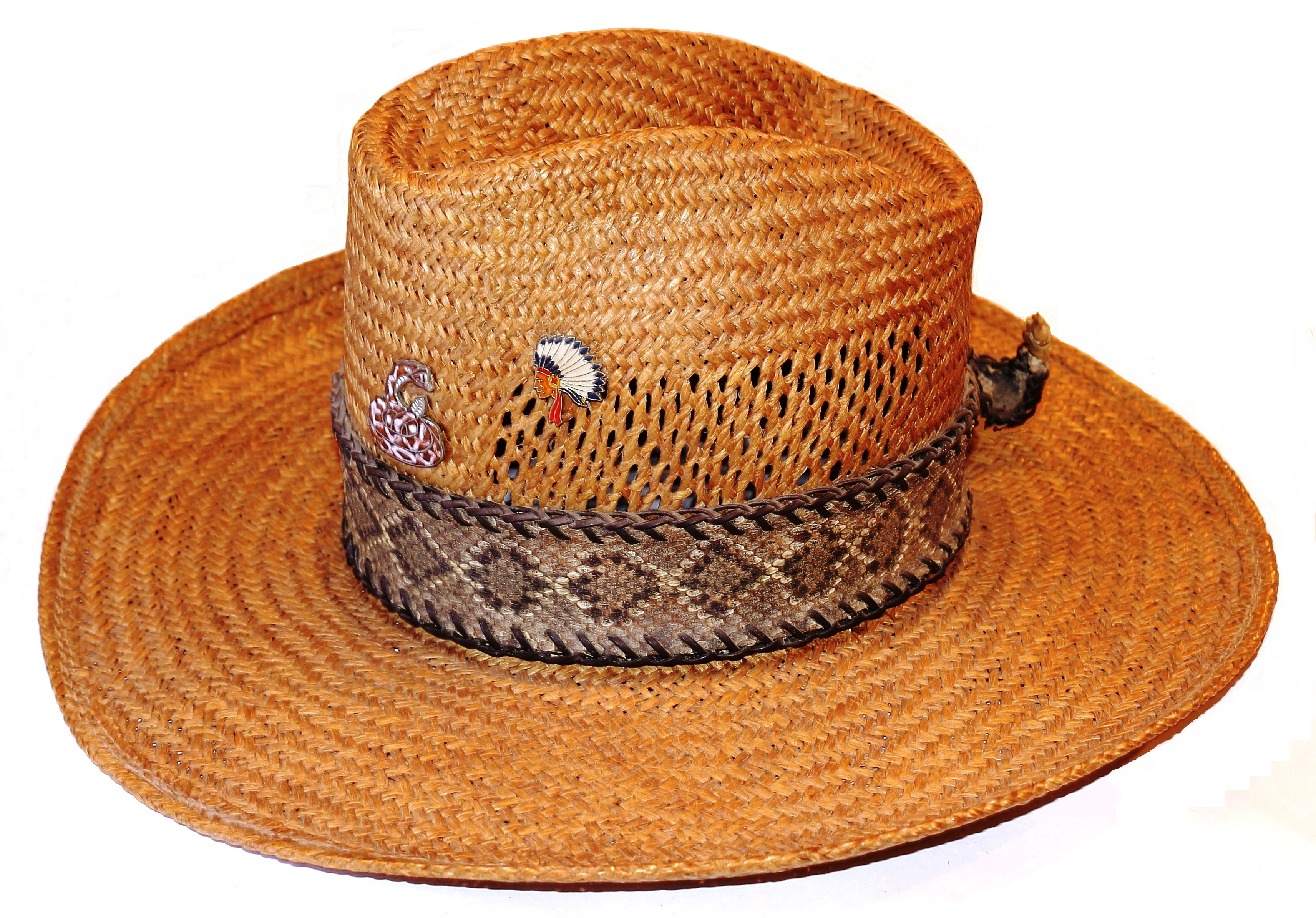
Техаський солом'яний капелюх з орнаментом зі шкіри гримучої змії
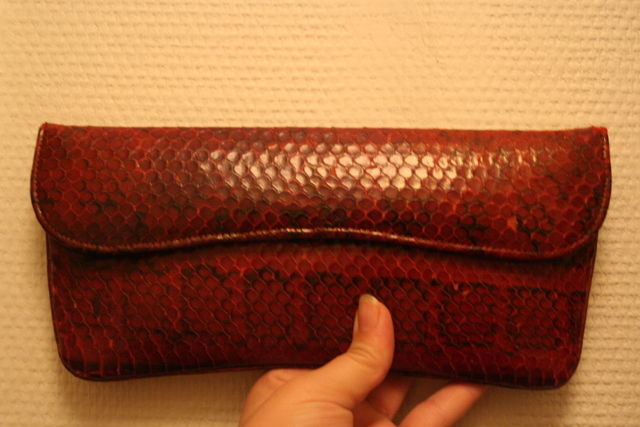
Вінтажний клатч з відкидною застібкою, зі зміїної шкіри червоного кольору
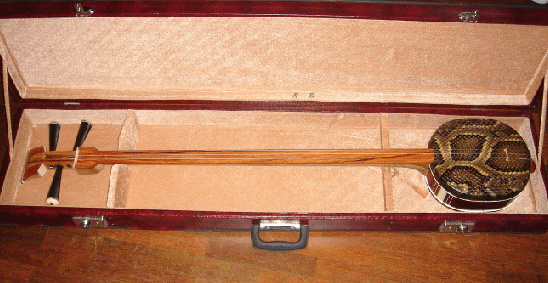
Китайський сансін з декою, покритою шкірою змії

## Галерея

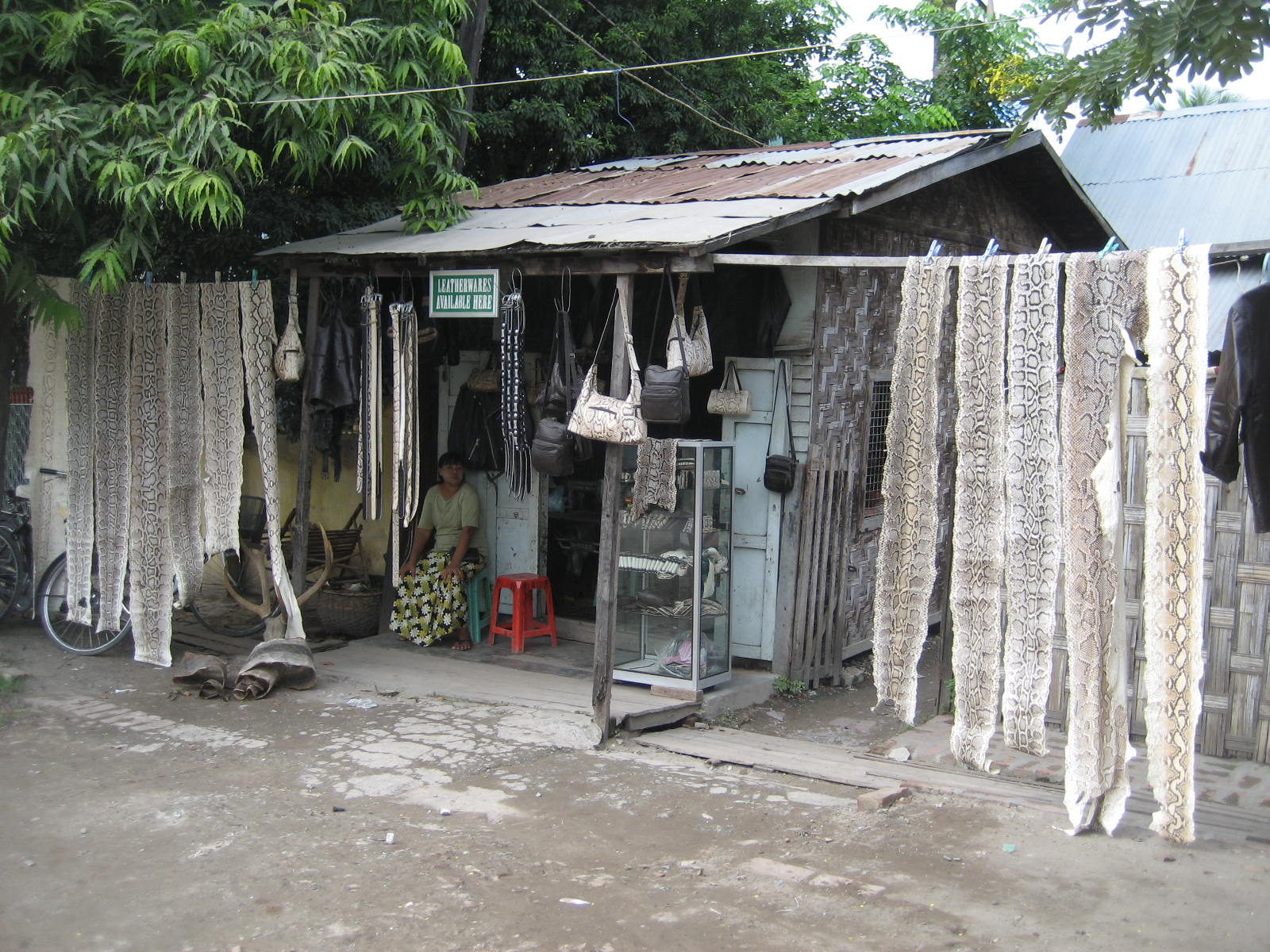
Товари зі шкіри бірманського пітона (Python molurus bivittatus) та сітчастого пітона (Python reticulatus reticulatus) в місцевому магазині в Мандалаї, Бірма
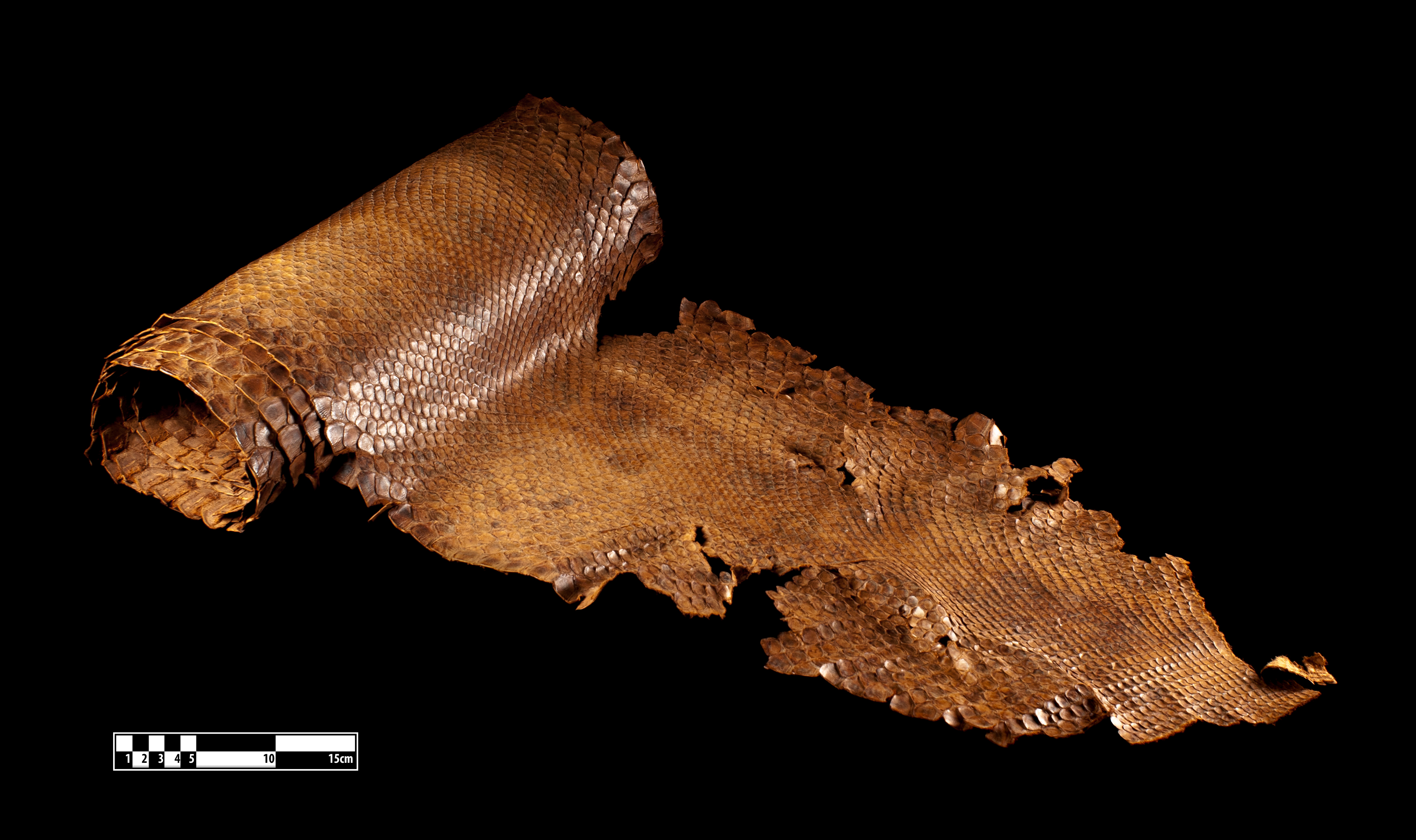
Артефакт зі зміїної шкіри
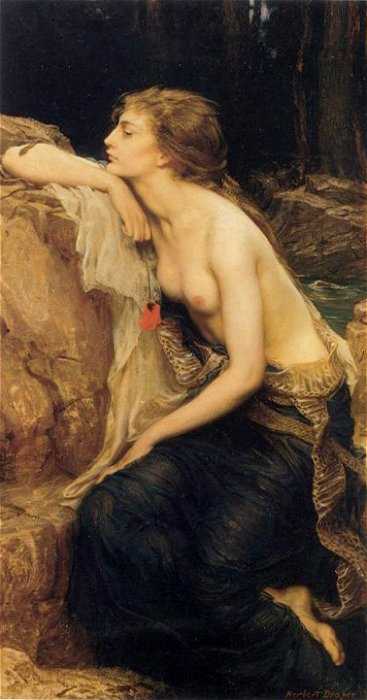
"Lamia" – На цій картині, Герберта Джеймса Дрейпера 1909 року, Ламія має людські ноги та зміїну шкіру навколо талії. На її правому передпліччі знаходиться невелика змія.
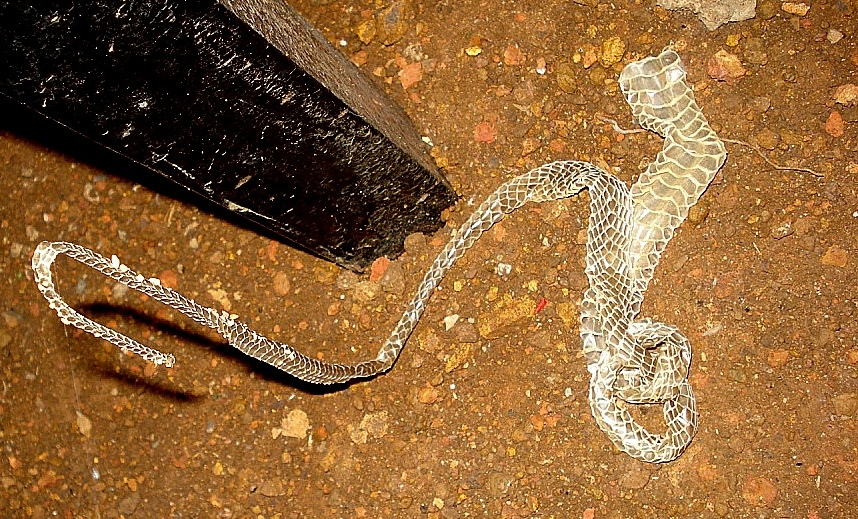
Скинута зміїна шкіра в природі
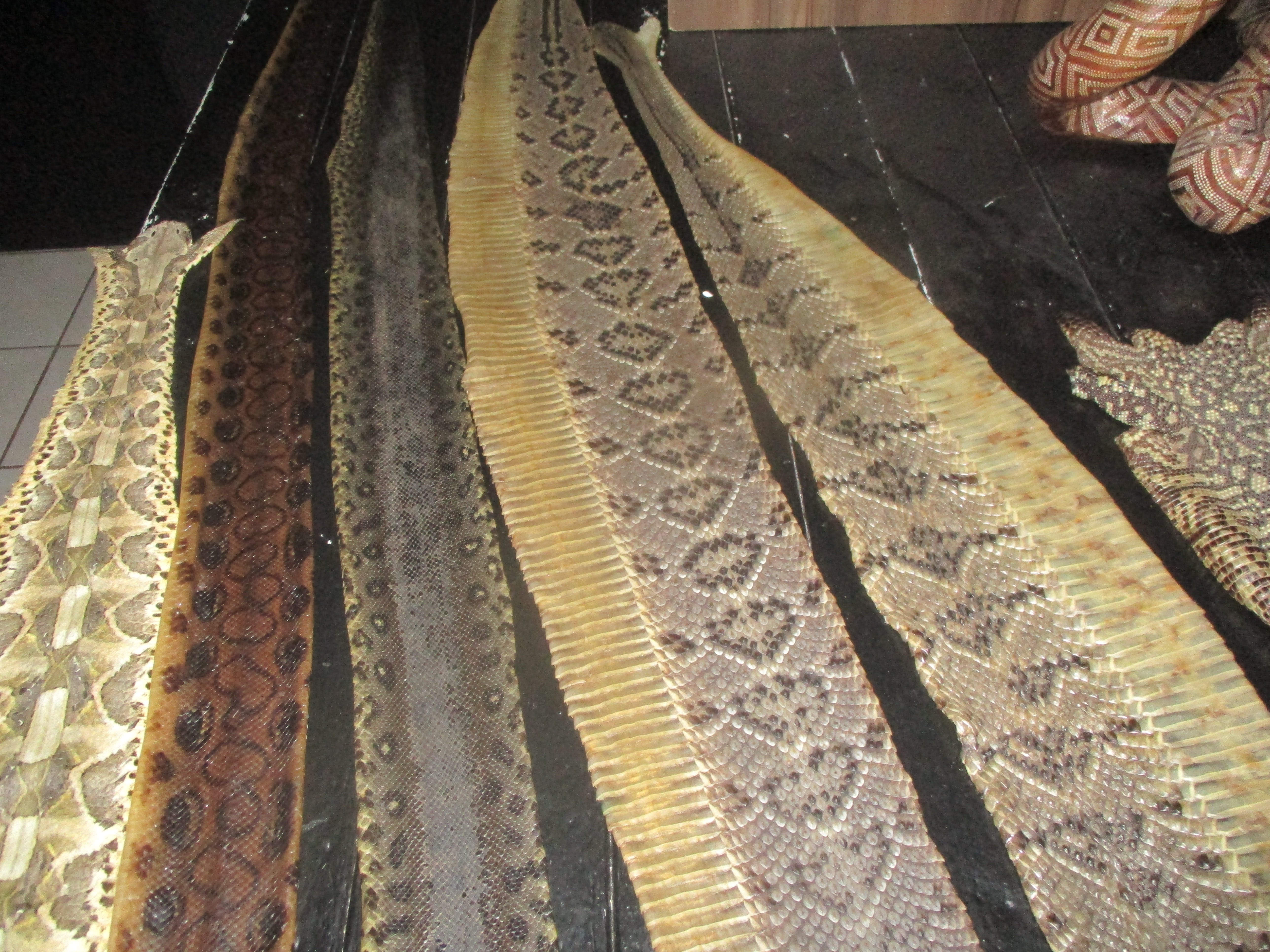
Виставка зміїних шкір у музеї живої природи у місті Пуебла, Мексика